# Destoroyah
Destoroyah (Desutorya) är ett monster inom Godzilla-filmerna. Han förekommer i bara en film. Destoroyah är 120 meter hög och väger 88 000 ton. Destoroyah är det monster som ersatte Bagan, som skulle ha varit fienden i filmen. Först var han en parasit men växte och växte. Han dödade eller nästan dödade Godzilla Junior. Han dog när han föll till marken av militären.